# Kenneth Otabor
Kenneth Otabor (* 13. Mai 2002 in Nigeria) ist ein nigerianischer Fußballspieler.

## Karriere
Kenneth Otabor erlernte das Fußballspielen in der Jugendmannschaft des Sports Dreams FC sowie in der Schulmannschaft der Kochi Chuo High School. Seinen ersten Profivertrag unterschrieb er am 1. Februar 2021 bei Iwate Grulla Morioka. Der Verein aus Morioka, einer Stadt in der Präfektur Iwate, spielte in der dritten japanischen Liga, der J3 League. Sein Profidebüt gab er am 11. April 2021 (5. Spieltag) im Auswärtsspiel gegen Vanraure Hachinohe. Hier wurde er in der 88. Minute für Shunji Masuda eingewechselt. Ende der Saison 2021 feierte er mit Iwate die Vizemeisterschaft und den Aufstieg in die zweite Liga. Am Ende der Saison 2022 belegte er mit Iwate Grulla Morioka den letzten Tabellenplatz und musste in die dritte Liga absteigen.

## Erfolge
Iwate Grulla Morioka
- Japanischer Drittligavizemeister: 2021  ▲